# Grupo de cultivares
Na nomenclatura de plantas cultivadas, um Grupo (ou grupo de cultivares) é uma categoria de classificação formal, segundo o Código Internacional de Nomenclatura de Plantas Cultivadas (CINPC).:
CINPC Art. 3.1: "uma categoria formal para agrupar cultivares, plantas individuais ou misturas de plantas com base na semelhança definida".
O termo "Grupo" (com G maiúsculo) foi introduzido no CINPC de 2004, substituindo o "Grupo de cultivares" do CINPC de 1995.
Um Grupo encontra-se unido por algum traço característico comum: por exemplo, pode ter-se um Grupo de cultivares de flores amarelas com folhas variegadas, um Grupo de cultivares resistente a uma determinada doença, etc. Um cultivar pode pertencer a mais de um Grupo (por exemplo, pode simultanemante ter flores amarelas, com folhas variegadas e ser resistente à doença).
Outra razão para designar um Grupo é uma planta bem conhecida perder a sua condição taxonómica (i.e., deixa de ser uma espécie ou subespécie válida e passa a ser um sinónimo). O seu epíteto botânico pode ser mantido num "Grupo epíteto". Um exemplo, Tetradium hupehense é por vezes considerada parte de Tetradium daniellii, e as plantas em questão podem então ser designadas como Tetradium daniellii Grupo Hupehense.
Tal como com os cultivares, todas as palavras no epíteto de um nome de Grupo são grafadas com inicial maiúscula. (Art. 20.3).